# Carlos Sebastián Suárez
Carlos Sebastián Suárez (Concepción, Tucumán, Argentina, 13 de marzo de 1985) es un exfutbolista argentino que jugaba como volante. Es hijo del futbolista Carlos Alberto Suárez. 

## Trayectoria

### Atlético Tucumán
Suárez se formó en las divisiones inferiores de Atlético Tucumán y debutó con la camiseta de Atlético en el 2007. En el decano jugó hasta el año 2008.

### Concepción
En 2009 volvió a su ciudad natal y se sumó a Concepción. Su primer paso por el club fue por una temporada. A los largo de su carrera tuvo muchos ciclos por el club del sur tucumano.

### Atlético Famaillá
En el 2010 pasó a Atlético Famaillá. Con el club famaillense disputó una temporada.

### Deportivo Aguilares
En 2012 llegó a Deportivo Aguilares. En el equipo de Aguilares disputó la Copa Argentina.

### Berón de Estrada
En el 2020 jugó para Berón de Estrada de Santo Tomé.

## Clubes
| Club                | País      |
| ------------------- | --------- |
| Atlético Tucumán    | Argentina |
| Concepción          | Argentina |
| Atlético Famaillá   | Argentina |
| Deportivo Aguilares | Argentina |
| Berón de Estrada    | Argentina |